# امام‌آباد (چشمه زیارت، دو)
امام‌آباد یا موتور حسن شه میر روستایی در دهستان چشمه زیارت بخش مرکزی شهرستان زاهدان استان سیستان و بلوچستان ایران است.

## جمعیت
بر پایه سرشماری عمومی نفوس و مسکن در سال ۱۳۹۵ جمعیت این مکان ۶۹ نفر (۱۷خانوار) بوده‌است.